# White primaries
White primaries (englisch für "Weiße Vorwahlen") waren Vorwahlen, die in den Südstaaten der USA stattfanden und die nicht-weißen Wählern und Kandidaten die Teilnahme verbot. Diese Praxis verhinderte zwischen 1890 und 1944 de facto, dass Schwarze ihr aktives und passives Wahlrecht wahrnehmen konnten.  Der United States Supreme Court hielt diese Praxis jahrzehntelang für verfassungskonform und änderte seine Auffassung erst 1944.

## Etablierung und Bedeutung der white primaries
Um die Jahrhundertwende vom 19. zum 20. Jahrhundert wurden fast alle politischen Ämter in den Südstaaten von Vertretern der Demokratischen Partei eingenommen. Zu dieser Zeit waren die Republikaner noch progressiver als die Demokraten, die für eine reaktionäre und rassistische Politik standen (erst im Laufe des 20. Jahrhunderts kehrte sich die politische Ausrichtung um, einerseits mit Franklin D. Roosevelts New-Deal-Politik andererseits mit Lyndon B. Johnson, der sich mit der afroamerikanischen Bürgerrechtsbewegung solidarisierte). Die Republikanische Partei spielte in den Südstaaten eine derart unwichtige Rolle, bzw. die Demokratische Partei war so dominant, dass die Wahlentscheidung de facto schon bei den Primaries dieser Partei fiel, der folgende Endwahlkampf war dann nur noch reine Formsache. Ein Ausschluss von den Primaries war somit gleichbedeutend mit dem Ausschluss vom gesamten Wahlvorgang.
Die Parlamente der Südstaaten verabschiedeten Gesetze, die politische Parteien als „private“ Organisationen definierten. Die Demokratische Partei war danach keine politische Organisation, sondern eine reine private, nicht mehr vom 15. Zusatzartikel zur Verfassung der Vereinigten Staaten betroffen und schloss Afroamerikaner von ihren Primaries aus. Erst nachdem der Supreme Court in seiner Entscheidung vom 3. April 1944 (Smith v. Allwright) (321 U.S. 649), die Regelung der „White Primaries“ als ganz eindeutig verfassungswidrig eingestuft hatte, da aufgrund des/der Gewichts/Bedeutung der Primaries, bereits diese Vor-Wahlen als integraler Teil des (gesamten) Wahlvorgangs gesehen werden müssten und aus diesem Grund schwarze Amerikaner hiervon auch nicht ausgeschlossen werden dürften, war es Afroamerikanern überhaupt erst möglich an Wahlen teilzunehmen.

## Rechtliche Auseinandersetzungen
Die American Civil Liberties Union hatte schon in den 1920er Jahren gegen die white primaries geklagt. Die Entscheidung des Obersten Gerichtshofs 1944 nahm das texanische Gesetz, dass es Schwarzen verbot zu wählen, zur Grundlage seiner Entscheidung.

## NachSmith v. Allwright
Nach der Entscheidung Smith v. Allwright registrierten sich zehntausende Afroamerikaner in Wahllisten. Jedoch fanden Behörden und Gesetzgeber andere Wege der Diskriminierung: Die Höhe der gezahlten Steuern oder Tests der Lese- und Schreibfähigkeit wurden als Ausschlusskriterium genutzt, um Schwarze von der Wahrnehmung des aktiven Wahlrechts fernzuhalten.